# Nikołaj Gubienko
Nikołaj Nikołajewicz Gubienko (ros. Никола́й Никола́евич Губе́нко, ur. 17 sierpnia 1941 w Odessie, zm. 16 sierpnia 2020 w Moskwie) – radziecki reżyser filmowy oraz aktor. Ludowy Artysta RFSRR. Absolwent WGIK. Występował w moskiewskim Teatrze na Tagance.
Jego żoną była aktorka Żanna Bołotowa. 
Pochowany na Cmentarzu Kuncewskim.

## Wybrana filmografia

### Aktor
- 1964: Mam 20 lat jako Nikołaj Fokin
- 1971: Powrót z frontu
- 1975: Proszę o głos jako mąż Uwarowej
- 1975: Oni walczyli za ojczyznę

### Reżyser
- 1971: Powrót z frontu
- 1976: Jak zranione ptaki...
- 1984: I życie i łzy i miłość